# Nationaal Songfestival 1978
Het Nationaal Songfestival 1978 was de Nederlandse selectieprocedure voor deelname aan het Eurovisiesongfestival 1978. Het Nationaal Songfestival werd gehouden in het Congresgebouw in Den Haag op 22 februari en gepresenteerd door Willem Duys. Vier artiesten deden mee, die elk twee nummers zongen. De winnaar werd gekozen door 10 oude Nederlandse songfestivaldeelnemers en 11 regionale jury's die elk 1 punt te verdelen hadden. De volgende personen zaten in de jury: Teddy Scholten, Greetje Kauffeld, De Spelbrekers, Conny Vandenbos, Lenny Kuhr, Maggie MacNeal, Getty Kaspers van Teach-In, Sandra Reemer en Heddy Lester. De winnaar was het trio Harmony met het liedje 't Is Ok.
| Sartplaats | Artiest            | Lied                    | Punten | Plaats |
| ---------- | ------------------ | ----------------------- | ------ | ------ |
| 1          | Barry Duncan       | Duncan                  | 24     | 2      |
| 2          | Harmony            | Bim Bam Bom             | 19     | 3      |
| 3          | The Internationals | Heel nu en dan          | 7      | 6      |
| 4          | Kimm               | Jaimie                  | 12     | 4      |
| 5          | Barry Duncan       | Rosamunde               | 6      | 7=     |
| 6          | Harmony            | 't Is O.K.              | 36     | 1      |
| 7          | The Internationals | Boem boem boem          | 10     | 5      |
| 8          | Kimm               | Dit is mijn dag vandaag | 6      | 7=     |

1956 · 1957 · 1958 · 1959 · 1960 · 1961 · 1962 · 1963 · 1964 · 1965 · 1966 · 1967 · 1968 · 1969 · 1970 · 1971 · 1972 · 1973 · 1974 · 1975 · 1976 · 1977 · 1978 · 1979 · 1980 · 1981 · 1982 · 1983 · 1984 · 1986 · 1987 · 1988 · 1989 · 1990 · 1992 · 1993 · 1994 · 1996 · 1997 · 1998 · 1999 · 2000 · 2001 · 2003 · 2004 · 2005 · 2006 · 2007 · 2008 · 2009 · 2010 · 2011 · 2012